# Đông Giai thị

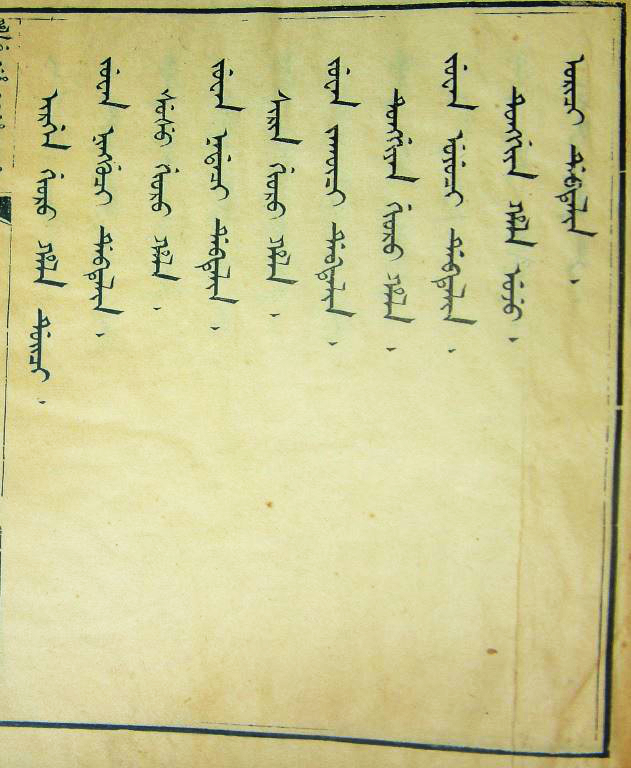
Văn bản Thông phổ (通谱) chữ Mãn, ghi lại cách gọi Đông Giai thị.

Đông Giai thị (chữ Hán: 佟佳氏; tiếng Mãn: ᡨᡠᠩᡤᡳᠶᠠ, Möllendorff: Tunggiya), còn được gọi là Đồng Giai thị, Đồng thị hay Đông thị, là một dòng họ nổi tiếng của người Mãn vào thời kỳ nhà Thanh.
Trong xã hội Mãn Thanh, họ Đông Giai thị có phân bố rộng rãi trong khắp các quân kỳ trong hệ thống Bát kỳ và là một dòng họ nổi tiếng có lịch sử nhiều đời. Mẹ đẻ của Khang Hi Đế, Hiếu Khang Chương hoàng hậu xuất thân từ dòng họ này, vì vậy địa vị của họ nhanh chóng hiển hách và quyền thế, khiến họ được liệt vào một trong Mãn Châu bát gia.
Sang thời Dân quốc, người của tộc này hay lấy họ Đông (仝), họ Đồng (同), họ Đổng (董), họ Cao (高), họ Triệu (赵), họ Du (俞) và họ Huệ (惠).

## Khái lược
Theo các chuyên gia nghiên cứu, tên gọi của dòng họ [Đông Giai thị] có nguồn gốc từ tiếng Tungus. Theo sách Bát kỳ Mãn Châu thị tộc thông phổ (八旗满洲氏族通谱), cái tên [Đông Giai] vốn là một địa danh, sau được dùng làm tên gọi của thị tộc.
Thời nhà Nguyên, có một tộc Đông Giai thị cư trú ở hạ du sông Tùng Hoa, vùng hồ Y Lan có Hồ Lý Cải vạn hộ phủ (胡里改万户府), Oát Đóa Lý vạn hộ phủ (斡朵里万户府), chủ yếu là người Nữ Chân, trong đó có thủy tổ Đông Giai. Thêm khảo chứng, từ thời nhà Liêu có Gia Cổ thị (加古氏), đến thời Nguyên đã là Giáp Cổ thị (夹古氏), đến thời Thanh là Giác La thị. Căn cứ Kim sử, "Giáp tục viết Đông" (夹俗曰仝), Đông (仝) và Đông (佟) đều đồng âm, cũng gọi là Đồng, do vậy Giáp Thanh Thần thời Kim, cũng chính là Đồng Thanh Thần (佟清臣). Sang thời đầu Minh, chính sách an hảo dân Nữ Chân được đẩy mạnh, ước chừng vào năm Hồng Vũ, Nữ Chân tù tưởng (vạn hộ) được tổ tiên của Đông thị phụng dời đến Phụng Châu (thượng du sông Huy Phát).
Khoảng năm Vĩnh Lạc thứ 21, lại tùy Kiến Châu Vệ Đô chỉ huy thiêm sự phóng thích gia nô đến vùng mà ngày nay là Hoàn Nhân, năm Chính Thống thứ 3 lại dời ra Tân Tân, Phủ Thuận. Trước đó, năm Hồng Vũ thứ 5, tổ tiên tộc Đông thị tùy Mãnh Ca Thiếp Mộc Nhi li khai Y Lan mà dời đến phía nam Sông Đồ Môn, vùng Khánh Nguyên nay thuộc Bán đảo Triều Tiên, không lâu sau lại đến Oát Mộc Hà (斡木河). Sau khi Mãnh Ca Thiếp Mộc Nhi chết, toàn bộ tộc (kể cả tổ tiên Đông thị) đều dời về Tân Tân, kể cả Hồ Lý Cải bộ cũng dời về Tân Tân.
Dựa vào Đông thị tông phả (佟氏宗谱) cùng Đông thị tộc phổ (佟氏族谱), thủy tổ dòng họ [Đông Giai thị] là Ba Hổ Đặc Khắc Thận (巴虎特克慎). Ông ta sinh ra tới 7 người con trai. Con trai thứ 5, tức Đạt Nhĩ Hán (达尔汉) thế cư ở Đông Giai, cũng từ đó gọi họ thành [Đông Giai]. Đạt Nhĩ Hán cùng với em trai thứ 6 "Đầu nhập dân tịch", đổi thành họ Đông, về sau cư ngụ ở Khai Nguyên, mở chợ buôn ngựa ở Khai Nguyên và Phủ Thuận, sau lại dời đến Phủ Thuận cư trú, buôn bán làm ăn, nhanh chóng trở thành hộ giàu có bậc nhất Liêu Đông. Khi Nỗ Nhĩ Cáp Xích xuất quân dựng thiên hạ, dòng Đông Dưỡng (佟养) trong chi họ Đông thị đầu quân cho Nỗ Nhĩ Cáp Xích.
Sau khi Nỗ Nhĩ Cáp Xích xuất binh chinh phạt nhà Minh, con trai của anh em Đông Dưỡng Chân (佟養真) và Đông Dưỡng Tính (佟养性) dẫn gia tộc họ Đông thị quy hàng, thế hệ con cháu được xếp vào Tương Hoàng kỳ và Chính Lam kỳ. Khi ấy, triều Thanh chưa thiết lập [Hán Quân kỳ; 漢軍旂], sau đó khi thiết lập thì con cháu nhà Đông Dưỡng Chân và Đông Dưỡng Tính đều nhập Hán Quân. Năm Khang Hi thứ 27 (1688), cháu của Đông Dưỡng Chân là Đông Quốc Cương tấu lên Khang Hi Đế, xin quy phục Bổn kỳ Mãn Châu vì vốn là người Nữ Chân, do đó gia tộc này mới về Mãn Châu Tương Hoàng kỳ, về sau được đổi về đúng họ cũ là [Đông Giai]. Tuy nhiên, nhà họ Đông này ở Hán Quân đã phân bố rất rộng, Khang Hi Đế chỉ cho nhà Đông Quốc Cương, Đông Quốc Duy và một số nhà cận chi là quy Mãn Châu, còn hệ nhà Đông Dưỡng Tính cùng người đồng tộc là Đông Dưỡng Quốc (佟镇国) ở Chính Hồng kỳ, cùng một số chi xa khác vẫn duy trì Hán Quân. Do vấn đề này, Đông thị ở thời Thanh vẫn hay được liệt kê vào trong hàng ngũ thế gia của kỳ phân Hán Quân, được gọi là Hán Quân bát gia.
Thời đầu nhà Thanh, dòng họ Đông Giai thị của Đông Dưỡng Chân có nhiều thứ hệ trong Bát Kỳ được vào làm quan trong triều, nên còn có danh xưng [Đông bán triều; 佟半朝].

## Nhân vật nổi bật
- Cáp Cáp Nạp Trác Thanh - nguyên phối thê tử của Nỗ Nhĩ Cáp Xích.
- Hiếu Khang Chương Hoàng hậu - thân mẫu của Khang Hi Đế.
- Hiếu Ý Nhân Hoàng hậu - kế phối thứ 2 của Khang Hi Đế.
- Hiếu Thận Thành Hoàng hậu - kế phối của Đạo Quang Đế.
- Đông Quốc Cương - em trai Hiếu Khang Chương Hoàng hậu, Nhất đẳng Công, Đô thống, Lĩnh Thị vệ Nội đại thần, người cùng Nghị chánh Đại thần Sách Ngạch Đồ ký Điều ước Ni Bố Sở với người Nga.
- Long Khoa Đa - đại thần triều Khang Hi, giữ vai trò quan trọng trong việc ủng lập Ung Chính Đế lên ngôi.